# National Hockey League 2019-2020
La stagione 2019-2020 è la 103ª stagione di attività della National Hockey League (la 102ª di gioco effettivo). La stagione regolare è iniziata il 2 ottobre 2019 e sarebbe dovuta terminare il 4 aprile 2020. A causa della pandemia COVID-19 il campionato fu interrotto il 12 marzo, per ricominciare ad agosto con la disputa dei playoff, terminati il 28 settembre con la vittoria dei Tampa Bay Lightning in finale contro i Dallas Stars. Campioni in carica i St. Louis Blues.

## Squadre partecipanti
- Anaheim Ducks
- Arizona Coyotes
- Boston Bruins
- Buffalo Sabres
- Calgary Flames
- Carolina Hurricanes
- Chicago Blackhawks
- Colorado Avalanche
- Columbus Blue Jackets
- Dallas Stars
- Detroit Red Wings
- Edmonton Oilers
- Florida Panthers
- Los Angeles Kings
- Minnesota Wild
- Montreal Canadiens
- Nashville Predators
- New Jersey Devils
- New York Islanders
- New York Rangers
- Ottawa Senators
- Philadelphia Flyers
- Pittsburgh Penguins
- San Jose Sharks
- St. Louis Blues
- Tampa Bay Lightning
- Toronto Maple Leafs
- Vancouver Canucks
- Washington Capitals
- Winnipeg Jets
- Vegas Golden Knights